# Ngữ hệ Oto-Mangue
Ngữ hệ Oto-Mangue là một ngữ hệ bản địa châu Mỹ lớn. Mọi ngôn ngữ Oto-Mangue ngày nay đều là ngôn ngữ bản địa của México, tuy có nhánh Mangue (đã tuyệt chủng) từng được nói ở phía nam, tại Nicaragua và Costa Rica. Ngữ hệ Oto-Mangue được coi là có cơ sở vững chắc và được chấp nhận rộng rãi. Song, gần đây đã có nghiên cứu nghi vấn về quan điểm truyền thống này.
Oaxaca thuộc Mexico là bang có số người nói ngôn ngữ Oto-Mangue lớn nhất. Hai nhánh Zapotec và Mixtec tại đây có tổng cộng 1,5 triệu người nói. Ở Trung Bộ México, nhánh Oto-Pame tập trung chủ yếu ở ba bang México, Hidalgo và Querétaro, trong đó tiếng Otomi và tiếng Mazahua có tổng cộng khoảng 500.000 người nói. Một số ngôn ngữ Oto-Mangue sắp biến mất hoặc đang bị đe dọa; ví dụ như tiếng Ixcatec và tiếng Matlatzinca, mỗi thứ tiếng chỉ có khoảng 250 người bản ngữ, hầu hết là người già. Tiếng Mangue ở Trung Mỹ đã mất hết người nói và tiếng Chiapanec (một ngôn ngữ khác trong nhóm Mangue) đã dần chết đi trong mấy mươi năm gần đây. Số khác, chẳng hạn như tiếng Subtiaba (gần với Tiếng Me'phaa (Tlapanec)), đã tuyệt chủng từ lâu, nay chỉ được biết đến qua tư liệu mô tả từ đầu thế kỷ XX.